# Guldbaggegalan 1989
Den 24:e Guldbaggegalan, som belönade svenska filmer från 1988, hölls den 6 mars 1989.
Detta år utökades galan med tre nya priser, Guldbaggen för bästa manuskript, Guldbaggen för bästa foto och Guldbaggen för bästa utländska film. Dessutom ersätts Guldbaggejuryns specialpris av den snarlika Guldbaggen för kreativa insatser. 

## Vinnare
Vinnarna listas i fetstil.
| Bästa film                                                                          | Bästa regi                     |
| ----------------------------------------------------------------------------------- | ------------------------------ |
| - Vid vägen – Bo Christensen - Tillbaka till Ararat – PeÅ Holmquist                 | - Max von Sydow – Vid vägen    |
| Bästa skådespelerska                                                                | Bästa skådespelare             |
| - Lena T. Hansson – Livsfarlig film                                                 | - Tomas Bolme – Fordringsägare |
| Bästa manuskript                                                                    | Bästa foto                     |
| - Bengt Danneborn och Lennart Persson – Det är långt till New York                  | - Peter Mokrosinski – Friends  |
| Kreativa insatser                                                                   | Ingmar Bergman-priset          |
| - Jan Troell och Lisbet Gabrielsson - Michal Leszczylowski – Regi Andrej Tarkovskij | - Lars-Owe Carlberg            |
| Bästa utländska film                                                                |                                |
| - Bagdad Café – Percy Adlon                                                         |                                |